# 히에즈촌
히에즈촌(일본어: 日吉津村)은 일본 돗토리현 서부에 있는 사이하쿠군의 촌이다.
요나고시에 세 방면으로 둘러싸여 있으며, 가이케 온천과 가깝고 동서남북 사방의 교통 거점에 해당해 산인 지방 최대의 쇼핑몰인 이온 히에즈 쇼핑센터와 MOVIX 히에즈가 있다. 또한 주고쿠, 시고쿠 지방에서 가장 면적이 작은 자치체이다. 2004년 11월 1일 이후 돗토리현의 유일한 촌이 되었다.

## 인접한 자치체
- 요나고시

## 역사
- 1889년 - 히에즈촌이 성립하였다.

## 교통

### 도로
- 국도 9호선
- 국도 제431호선 (일본)(일본어판)